# Бартновская, Юлия Анатольевна
Юлия Анатольевна Бартновская (Максимова) (род. 25 февраля 1984, Назарово, Красноярский край) — российская спортсменка, чемпионка и призёр чемпионатов России, обладательница Кубка европейских наций, призёр чемпионатов Европы и мира, мастер спорта России международного класса.

## Биография
Родилась 25 февраля 1984 года в городе Назарово Красноярского края.
Первый тренер Юлии — Е. П. Лукьянов. Затем тренировалась у Виктора Райкова.
В сборной команде России выступала с 2003 года, представляла спортивный клуб ВВС (Назарово, Красноярск).

## Спортивные результаты
- Чемпионат России по женской борьбе 2019 года — ;
- Чемпионат России по женской борьбе 2018 года — ;
- Чемпионат России по женской борьбе 2017 года — ;
- Гран-при Иван Ярыгин 2014 года —
- Кубок европейских наций 2013 года —
- Гран-при Иван Ярыгин 2013 года —
- Кубок России 2012 года —
- Гран-при Иван Ярыгин 2012 года —
- Чемпионат России по женской борьбе 2011 года —
- Гран-при Иван Ярыгин 2011 года —
- Чемпионат России по женской борьбе 2010 года —
- Чемпионат России по женской борьбе 2009 года —
- Гран-при Иван Ярыгин 2008 года —
- Чемпионат России по женской борьбе 2008 года —
- Чемпионат России по женской борьбе 2007 года —